# Nüshu

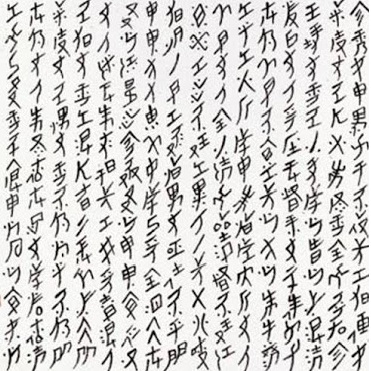
Exemplo de escrita nüshu

O nüshu (chinês tradicional: 女書, chinês simplificado: 女书, pinyin: Nǚshū, Wade–Giles: Nü³shu¹, lit.  "escrita feminina") é um sistema de escrita historicamente usado exclusivamente por mulheres no condado de Jiangyong, Província de Hunan, China.

## Escrita feminina
Ao contrário do que foi frequentemente afirmado pela mídia após a morte de Yang Huanyi, o nüshu não é um idioma, mas sim um sistema de escrita para um dialeto local, o tǔhuà (chinês simplificado: 土话; chinês tradicional: 土話; pinyin: Sháozhōu tǔhuà), que é incompreensível para os homens que não o aprenderam. Trata-se de um silabário com cerca de setecentos grafemas, alguns inspirados livremente nos caracteres chineses tradicionais, enquanto outros foram completamente inventados. Os caracteres nüshu são formados por quatro elementos principais: pontos, traços retos, traços oblíquos e arcos.

## Uma expressão feminina da cultura
As mulheres chinesas raramente tinham permissão para aprender a ler e escrever. O nüshu surgiu, em parte, como uma forma de contornar essa proibição. Segundo Zhao Liming, da Universidade Tsinghua de Pequim, "o nüshu não é apenas um sistema de escrita, mas sim toda uma cultura feminina tradicional tipicamente chinesa. Era como um raio de sol que tornava a vida das mulheres mais leve. O nüshu permitia que as mulheres se expressassem com sua própria voz e resistissem à dominação masculina". Essa escrita também fortalecia laços profundos entre as mulheres, especialmente por meio da tradição das irmãs juradas. Esses vínculos, uma vez formados, duravam toda a vida e criavam conexões femininas intensas.

## Descoberta e fontes
A existência do nüshu foi revelada por Yang Huanyi em 1995, em Pequim, durante a terceira conferência da ONU sobre as mulheres, mas o uso dessa escrita terminou alguns anos depois: Yang Huanyi, a última verdadeira herdeira que a usou por toda a sua vida, morreu em 20 de setembro de 2004.
Há poucos escritos em nüshu, pois os manuscritos eram queimados ou enterrados com suas autoras. Um dicionário com mil e oitocentos caracteres, incluindo diversas variantes, foi publicado em 2002 por Zhou Shuoyi, o primeiro homem a aprender o dialeto. Um comitê editorial do Centro Cultural Nüshu da Universidade das Etnias do Zhongnan foi encarregado de coletar as obras dispersas e redigir uma coletânea de estudos, incluindo os manuscritos e sua documentação.
Uma exposição foi realizada em Pequim, em abril de 2004, exibindo escritos, bem como lenços, aventais, echarpes e outros objetos decorados com caligrafias em nüshu. Em 2015, foi descoberta uma pedra de granito com caracteres nüshu gravados, em uma ponte com mais de 800 anos, localizada em Luhung, no distrito de Dong'an, em Hunan, o que levantou novas questões.
O aprendizado do nüshu experimentou um certo renascimento, não mais para a comunicação entre mulheres, mas com o objetivo de exploração turística comercial.